# Осада Данцига (1734)
Осада  Данцига (Гданьска) — осада русско-саксонскими войсками города Гданьск, принадлежавшего Речи Посполитой, во время Войны за польское наследство. Длилась с 22 февраля по 26 июня (7 июля) 1734 года.

## Предыстория
В 1733 году умер король Речи Посполитой Август II. Франция выдвинула в качестве его преемника Станислава Лещинского, утверждение которого явилось бы значительной политической победой Франции и могло бы подорвать русское влияние в Речи Посполитой. Кроме того, это могло привести к созданию антирусского блока государств (Польша, Швеция, Османская империя) под руководством Франции.
Россия и Австрия поддержали саксонского курфюрста Фридриха Августа II. Обе стороны сразу же начали активно действовать деньгами.
Избирательный сейм начался 25 августа. Его работа была отмечена ссорами. 12 сентября 1733 года примас Потоцкий провозгласил избрание королём Речи Посполитой Станислава Лещинского. Между тем меньшинство, опубликовав манифест, в котором жаловалось на уничтожение liberum veto, отступило в Венгров. 22 сентября Лещинский в сопровождении своих главных сторонников, а также французского и шведского послов выехал в Гданьск, где намеревался дожидаться французской помощи. Расположенный у побережья, Гданьск был лучшей крепостью Польши и одной из лучших крепостей Европы, а близость к морю позволяла получать помощь от Франции и Швеции. Часть шляхты 24 сентября в полмиле от Праги, в урочище Грохове, избрала на престол Фридриха Августа.

### Первая французская эскадра
Кардинал Флёри, который был фактическим правителем Франции в юности Людовика XV, отправил на Балтику для поддержки Лещинского небольшую эскадру. Французское правительство решило использовать эскадру в качестве отвлекающего манёвра, создав видимость присутствия на ней Лещинского, который выехал в Польшу по суше. Лещинского изображал граф де Трианж, который прибыл на флагманский корабль. Выйдя из Бреста 20 (31) августа 1733 года, эскадра под командой графа Сезара Антуана де ля Люзерна в составе 9 линейных кораблей, 3 фрегатов и корвета 9 (20) сентября прибыла в Копенгаген. Франция, поддерживавшая Лещинского, с большой неохотой пошла на посылку своей эскадры на Балтику, так как это могло бы вовлечь в войну нейтральные Англию и Голландию. У французских моряков не было опыта хождения по Балтике и при подготовке эскадры выяснилось, что найти необходимое количество лоцманов достаточно проблематично. Когда эскадра встала на рейде Копенгагена, её посетил французский посол в Дании граф де Плело, который сообщил, что Лещинский успешно добрался до Польши и уже избран королём. 27 сентября (8 октября) Люзерн получил приказ возвращаться в Брест и 22 октября (2 ноября) эскадра вышла в обратный путь. Отбытие эскадры вызвало всеобщее удивление, но многого эскадра сделать не могла. Военные действия происходили на суше, а десанта на кораблях не было.

## Силы сторон

### Силы обороны Гданьска
Французские деньги достигли Гданьска в 1733 году, и были использованы комендантом генерал-майором фон Штайнфлихтом, отвечавшим за оборону города, на укрепление обороны в ожидании военных действий со стороны России, Саксонии и Австрии. К расквартированным в городе солдатам постоянного гарнизона присоединились многочисленные сторонники Станислава Лещинского и местное ополчение. Всего в гарнизоне находилось 24 445 человек: 5 городских полков, 7800 городских милиционеров, 1279 гвардейских милиционеров, 2150 конных польских гвардейцев, 1200 драгун полка Монти, 200 шведских волонтеров. Город был хорошо снабжен артиллерией, боеприпасами и провиантом. Полки, блокированные в городе, были регулярными, солдаты хорошо обученными. Войска гарнизона также могли рассчитывать на помощь со стороны многочисленных отрядов сторонников Лещинского, находившихся в районе. Например, у каштеляна Чирского в Штаргарде в распоряжении имелись 1100 драгун, 1000 регулярной пехоты и 6000 шляхты и «товарищей».

### Силы русского осадного корпуса
Русские войска под командованием генерал-аншефа Петра Ласси насчитавали 15 744 человека в регулярных полках (9 драгунских и 9 пехотных), 91 сербского гусара, 1660 казаков и калмыков. Военная коллегия разрешила Ласси выдать войскам удвоенное жалование за счет конфискации имущества противников Августа III.

## Осада

### Поход русской армии и начало осады
Корпус генерал-аншефа Петра Ласси выдвинулся к Гданьску 29 ноября 1733 года и 3 января 1734 года прибыл в Нешаву. 4 января 800 драгун из Рижского драгунского полка нанесли поражение 36 хоругвям региментаря Сокольницкого и заняли Торунь. 20 января, через три дня после коронации Августа III польским королём, русские войска без боя взяли Грудзёндз и 8 февраля блокировали Гданьск. Для блокады города, Ласси разделил корпус на 5 отрядов: отряд самого Ласси (4 полка) встал от деревни Пруст, отряд генерал-майора Карла Бирона (2 полка) — от Санкт-Альбрехта, отряд генерал-лейтенанта князя Ивана Барятинского и генерал-майора Артемия Волынского (5 полков) — от деревни Шанфельд, отряд генерал-лейтенанта Артемия Загряжского (драгуны и казаки) — от деревни Лангфурт, отряд генерал-лейтенанта князя Григория Урусова (7 полков) — от Оливы.
Генерал Ласси начал осаду города 22 февраля 1734 года, но зимние условия и нехватка сил не позволяли ему вести активные действия. Его задача осложнялась постоянными вылазками отрядов Лещинского. Русские отряды в поле успешно вели эту «малую войну», нанося поражения формированиям «станиславчиков». Так, 28 февраля 400 казаков под командой генерал-майора Иоганна Любераса разгромили Миромирский и Любомирский драгунские полки.
Тем временем, в Петербурге в присутствии императрицы Анны состоялись заседания Кабинета министров и генералитета, на которых главнокомандующим над осадной армией был назначен президент Военной коллегии фельдмаршал Бурхард Кристоф Миних. Императрица указала фельдмаршалу: «Можете Вы оному городу объявить, что оной многими явными неприятельскими своими поступками Нашего ответа себя недостойна учинил, а что впротчем для избавления своего от крайней погибели сам способ в своих руках имеет, то есть скорейшим покорением праведному законнорождённому королю Августу и выгнавшем явных Наших и его неприятелей. А ежели сего не учинит, то Вы з городом без всякого сожаления неприятельски поступать и все те способы к принуждению оного употреблять не оставите, которые по военному обычаю к тому потребны».

### Командование Миниха

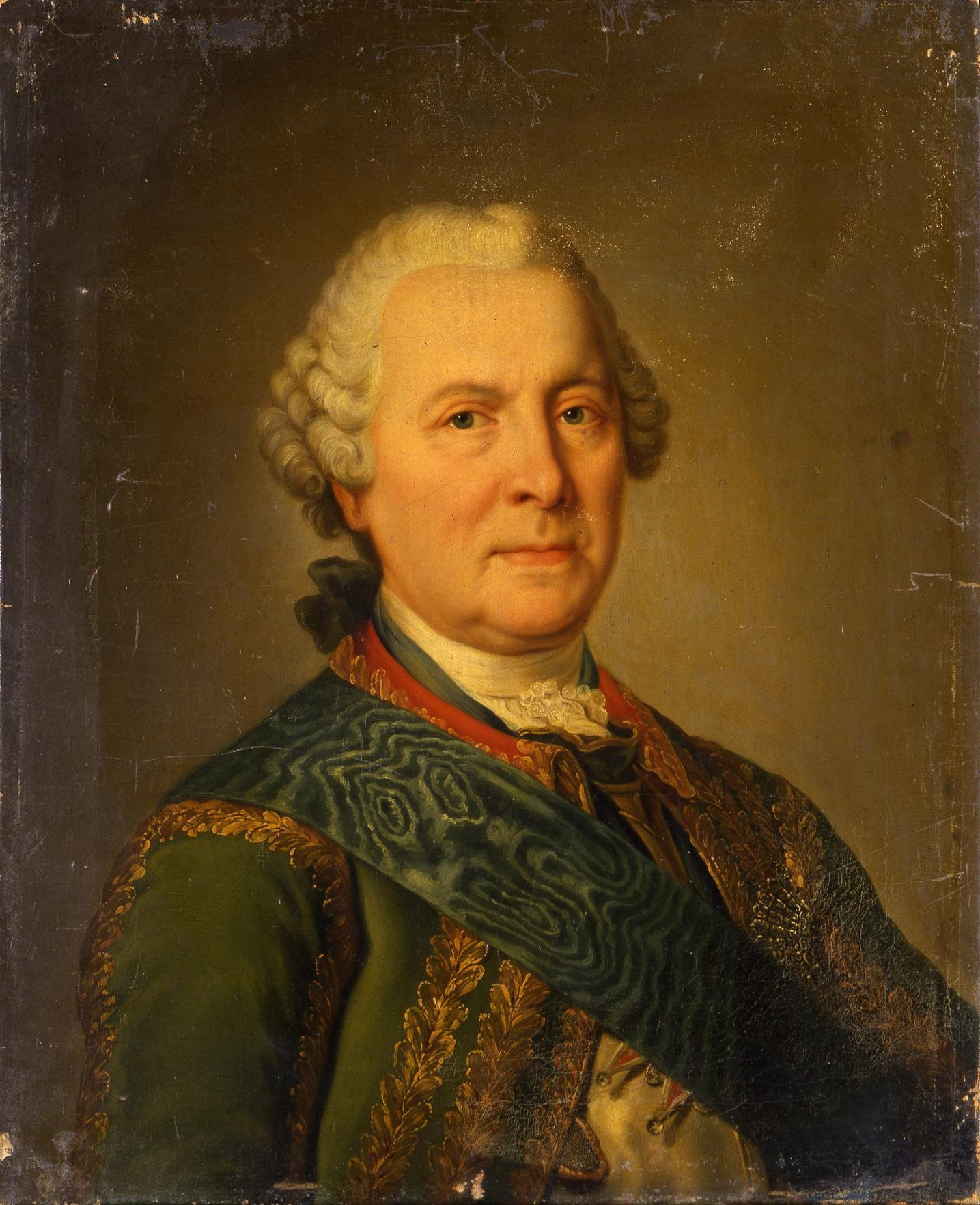
Генерал-фельдмаршал граф Бурхард Миних

5 марта 1734 года фельдмаршал Миних прибыл к осадной армии и принял командование. Главной проблемой осаждавших было отсутствие тяжелой артиллерии, так как прусский король долго не соглашался пропустить русские пушки через свои земли. Армия располагала только тремя однопудовыми саксонскими мортирами, доставленными через Пруссию как багаж герцога Иоанна-Адольфа. Для поправления дела Миних выслал в Эльбинг и Мариенбург Санкт-Петербургский драгунский полк, который обратил в бегство коронный Деновский пехотный полк и привез 7 крепостных орудий.
7-9 марта армия Миниха соорудила редуты и батареи на горе Цыганкенберг, а в ночь на 10 марта команда из полков генерал-майора Бирона (Троицкая, Нарвская, Тобольская, Архангелогородская и Ладожская гвардейские роты) захватили предместье Шотланд. В 6-часовом бою русские захватили 4 пушки и 24 пленных. 11 марта были взяты Иезуитский монастырь и редут Данциг-Хаупт, но осажденные продолжали превосходить осаждавшую армию по артиллерии. До 23 марта русская армия выпустила по городу 67 полупудовых бомб и 668 каменных восьми и шестифунтовых ядер, а гарнизон города обрушил на осаждавших 807 бомб и 1055 ядер; к этому времени потери русской армии составили 77 человек убитыми, 202 ранеными и 9 пропавшими без вести. Из-за нехватки артиллерийских припасов солдаты осаждавшей армии собирали ядра и даже неразорвавшиеся бомбы, которыми стрелял гарнизон. Миних доносил в Петербург: «За всяким, почитай, пушечным ядром, которым неприятели стреляют, солдаты, бегая, подымают, ибо на наших батареях за одно ядро по три копейки платится. Понеже от неприятельских бомб премножество не разрывает, то мы порох, который зело хорош, из оных вынимая, поныне палим неприятельскими или отнятыми пушками, порохом и ядрами».

#### Сражение при Выщецине
В начале апреля отряды «станиславчиков» попытались снять блокаду с города. Самым крупным отрядом, который пытался вызволить осаждённых, был корпус под командой люблинского воеводы  Яна Тарло и каштеляна Чирского. В составе корпуса находилось около 8000 человек: 48 гусарских хоругвей, 400 драгун, пехотные полки Буковского и Френека. Они переправились через Вислу и двинулись к Гданьску. На перехват этого корпуса был сначала направлен отряд генерал-поручика Загряжского и генерал-майора Бирона с двумя тысячами драгун и тысячей казаков. Этот отряд встретил корпус Чирского (2 000 пехоты, 3 000 конников) у города Швец, и был обстрелян поляками. Тогда 6 (17) апреля был отправлен отряд под командой Петра Ласси (2300 драгун и 600 казаков). В сумерках 9 (20) апреля около деревни Выщецин в миле от прусской границы состоялся 2-часовой бой. Поляки отбили атаку казаков, но драгуны расстроили их строй. В результате сражения польские части отступили, потеряв убитыми 354 человека, включая полковника Буковского. Победителю достались 30 пленных, 2 знамени и 4 пары литавр. Потери отряда Ласси составили 1 убитым и 14 ранеными.

### Продолжение осады
У осажденных оставалась связь с морем по рукаву Вислы (Мертвая Висла), где у впадения реки в море находился форт Вейхсельмюнде. По этому рукаву в город постоянно прорывались мелкие суда, обеспечивая связь и доставляя припасы. Русские старались расстреливать суда, идущие в город. 18 (29) апреля огнём русской артиллерии был разбит один из двух кораблей, пытавшихся пробиться в Гданьск. 6 человек из команды и груз (порох, фузеи, гранаты и мука) были захвачены. По сообщению пленных, на втором корабле, который прорвался в город, был такой же груз. После этого граф Миних решил усилить меры по обеспечению блокады.

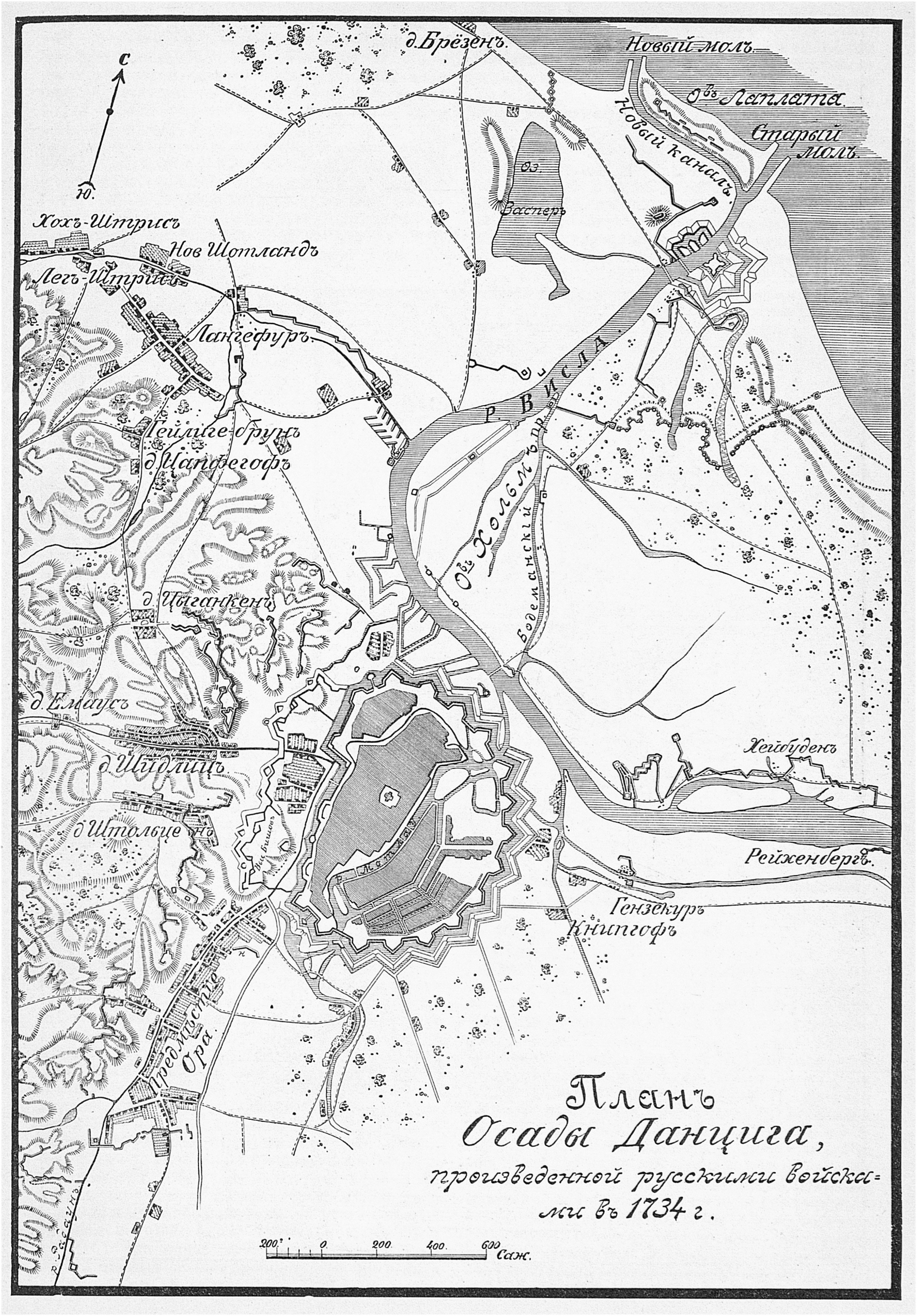
План осады Гданьска в 1734 году

На правом берегу излучины Вислы, между городом и фортом Вейхсельмюнде находился редут Зоммер-Шанц. Укрепление было защищено рекой, каналом и болотами. Рядом с редутом на Висле стоял прам. Именно сюда Миних решил нанести удар. Фельдмаршал приказал построить батарею и установить на ней 3 медных пушки из Ревеля. 24 апреля (5 мая) батарея была сооружена и вечером на неё прибыл сам командующий, который приказал открыть огонь по праму. Девятым выстрелом русские артиллеристы нанести праму пробоину, в результате чего, команда подняла якорь и с криками о помощи повела затапливаемый корабль к Вейхсельмюнде. В ночь на 26 апреля (7 мая) отряд под командованием полковника Кермана (100 сербских гусар, 300 драгун и 50 казаков) взяли приступом редут Зоммер-Шанц, захватив 4 пушки и 30 пленных. Оборонявшиеся потеряли 180 человек убитыми, потери отряда Кермана составили 4 человека убитыми и 25 ранеными.
Ночью на 29 апреля (10 мая) начался штурм укреплений Хагельсберг, закончившийся трагедией. В первые минуты боя выбыли из строя все офицеры в штурмующих частях, а солдаты, заняв траншеи противника, отказались отступить и гибли под огнём защитников крепости. Только генерал-аншеф Ласси, лично пробившийся на передовую, смог уговорить солдат отступить. Этот штурм обошелся русской армии в 673 убитых и 1418 раненых, потери защитников крепости составили около 1000 человек.
В конце апреля, осадная армия Миниха, пополненная подкреплением, насчитывала 18 092 человека. В шанцах под городом находились Новотроицкий драгунский, 2-й Московский, Киевский, Тобольский, Ладожский, Нарвский, Архангелогородский, Углицкий, Троицкий и Новотроицкий пехотные полки, сербские гусары и казаки. В мобильный резерв под командой полковника Юрия Лесли были выделены Олонецкий и Великолуцкий драгунские полки и донские казаки (всего 1289 человек). 7 драгунских полков были выделены в корпус генерал-поручика Артемия Загряжского и стояли в 8 милях от города: Владимирский, Ингерманландский, Каргопольский, Рижский, Тверской, Пермский и Тобольский драгунские полки.
Реальную поддержку осадной армии мог оказать флот, но в Адмиралтейств-коллегии надеялись на скорую сдачу города и медлили с отправкой эскадры. В апреле 1734 стало очевидно, что осада затягивается и весной 1734 года из Кронштадта для содействия армии было решено отправить эскадру. Командующим эскадрой назначался адмирал Томас Гордон, младшими флагманами — вице-адмирал Наум Сенявин и контр-адмирал Мартын Госслер. 8 (19) мая Гордон получил высочайшую инструкцию, по которой флот должен был доставить артиллерию в Пилау, а после этого по возможности оказывать содействие осадной армии. 14 (25) мая в поход вышел отряд Сенявина (линейные корабли «Леферм», «Девоншир» и «Слава России») и разведчики — фрегаты «Митау» и «Россия».

### Вторая французская эскадра
Когда в Париже узнали, что Лещинский блокирован в Гданьске, была собрана вторая эскадра. В этот раз в Гданьск посылались войска. Общее командование над эскадрой получил адмирал Жан-Анри Берейл. Суда для перевозки войск предполагалось фрахтовать или реквизировать именем короля. Сосредоточение флота происходило в Кале. Первыми на суда начали погрузку солдаты полка Перигор, украсившие свои шляпы лентами цветов французского и польского королей. При отправке полка выяснилось, что в полку не хватает пуль для фузей, а обмундирование совершенно изношено. Пули доставили в последнюю минуту, но не в полном количестве. Мундиры заказали в Кале и планировали доставить уже в Гданьск. Французский посол в Речи Посполитой маркиз де Монти, который находился в Гданьске, постоянно жаловался на негодность артиллеристов и французы включили в отряд 15 лучших артиллеристов из гарнизона Кале.
В ночь со 2 на 3 апреля три судна с солдатами Перигорского полка вышли в море. Суда ушли не дождавшись подхода линейных кораблей «L’Achille» и «La Gloire», которые были назначены в охранение. Линейные корабли оказались неготовы к плаванию, их пришлось конопатить, а на «La Gloire» менять поврежденную грот-мачту. Эти линейные корабли погрузили на борт солдат полка Блезуа и 11 апреля вышли к Гданьску. 27 апреля линейный корабль «Le Fleuron» и фрегаты «Le Brillant» и «L’Astrée» приняли на борт солдат третьего полка — Ламанш. Французское правительство планировало отправить в Гданьск ещё два полка — Брес и Турнези, для которых начали нанимать корабли и готовить запасы, но отправка этих полков так и не состоялась. 11-12 апреля корабли с полками Перигор и Блезуа прибыли в Копенгаген. Здесь французский посол де Плело организовал установку на «La Gloire» новой мачты (старую потеряли в плавании), пополнил некомплект пуль и пороха в полках, доставил продовольствие (хлеб, мясо, сухари, вино и водку), нанял датских лоцманов и зафрахтовал три небольших плоскодонных судна для будущей высадки.
29 апреля (10 мая), в день неудачного штурма Хагельсберга, французская эскадра встала на рейде Гданьска. В этот же день произошла высадка войск на Вестерплятте (остров Лаплата) — небольшой территории между Вейхсельмюнде и морем.

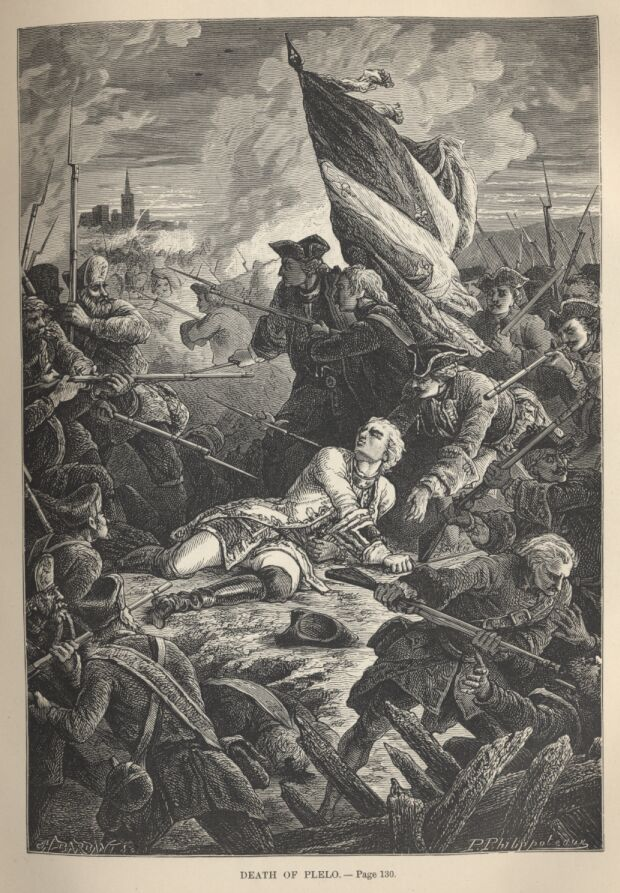
Гибель графа де Плело

Всего французский отряд бригадира Ламотта де Ла Перуза насчитывал около 2446 человек в составе выборных батальонов пехотных полков Блезуа (802 человека в 17 ротах), Ламанш (около 875 человек) и Перигор (769 человек в 17 ротах). Отряд поступал под командование Лещинского и французского посла маркиза де Монти. Последний приказал бригадиру Ламотту выдвинуться к Висле, сесть на заготовленные суда и идти в Гданьск. На поддержку французскому отряду были выделены 2000 горожан, которые должны были произвести вылазку. Флот должен был выйти к Пилау и крейсировать там для пресечения доставки вооружения и припасов к осадной армии. Офицеры отряда Ла Перуза сочли такой план опасным и выступили против отправки флота в Пилау под предлогом, что флот остается последней возможностью для спасения короля Станислава в случае падения города. Адмирал Берейл также высказал уверенность о скором подходе второй эскадры с двумя полками, после чего он смог бы действовать против русского флота. В ночь с 3 (14) на 4 (15) мая французский отряд тихо сел на корабли и отбыл, что вызвало отчаяние в городе. Скоро про отбытие французов узнали и русские, которые задержали некоего «хлопца», который шел из Вейхсельмюнде к матери в Гданьск.
Маркиз де Монти срочно написал рапорт королю Людовику XV, возмущаясь действиями Ламотта: «Вся Европа уверилась, что Ваше Величество выслал войска только для видимости, собираясь пожертвовать Гданьском и его бедными горожанами». К резиденту Плело в Копенгаген посыпались призывы развернуть эскадру. Дождавшись подхода кораблей, Плело провел совещание с офицерами и 9 (20) мая эскадра выступила обратно к Гданьску. В этот раз, Плело отправился вместе с ней.
13 (24) мая около крепости Вейхсельмюнде эскадра высадила французский отряд второй раз. Согласно легенде, когда фельдмаршал Миних узнал о новой высадке французов, то произнес: «Благодарю Бога! Россия нуждается в руках для извлечения руд». 14 (25) мая несколько французских офицеров добрались до Гданьска, что уверило французов в возможности прорыва. Эскадра получила приказ крейсировать между Хельской косой и Пилау. В этот же день к русской армии подошел саксонский корпус герцога Иоганна-Адольфа Саксен-Вейсенфельского — Легкоконный полк, пехотный полк принца Ксавьера и 6 артиллерийских рот. Саксонцы доставили в лагерь осадной армии долгожданную артиллерию: 6 96-фунтовых и 6 48-фунтовых мортир, 24 24-фунтовых полу-картауна и большое количество боеприпасов — 12 000 24-фунтовых ядер, 8 600 бомб и 240 картечных зарядов. 15 (26) мая русская эскадра под командованием адмирала Томаса Гордона, приняв на транспорты (флейты) осадную артиллерию и снабжение для армии, вышла из Кронштадта к Гданьску.

#### Попытка прорыва французского отряда
16 (27) мая французские войска, взяв в плен русский пикет, попытались пробиться в Гданьск через позиции Олонецкого драгунского полка полковника Юрия Лесли из корпуса князя Урусова. Одновременно гарнизон попытался сделать отвлекающую вылазку. Проводник французского отряда провел солдат по болотам и вывел прямо на русские позиции. В результате сражения французы, замочившие в болотах патроны, были разбиты и заперты на пустынном, простреливаемом со всех сторон острове Лаплата в устье Вислы. Французы потеряли в бою 232 человека, включая графа Плело, на теле которого насчитали около двадцати пулевых и штыковых ран. Императрица Анна, узнав о геройской гибели графа, приказала поместить его портрет в своем рабочем кабинете. Потери русских драгун в этом бою составили 8 убитыми и 28 ранеными. Это было первое в истории столкновение русских и французских войск. В бою 16 (27) мая русская и саксонская артиллерия впервые с начала осады выпустила больше снарядов, чем гарнизон — 539 против 300.

### Прибытие русской эскадры

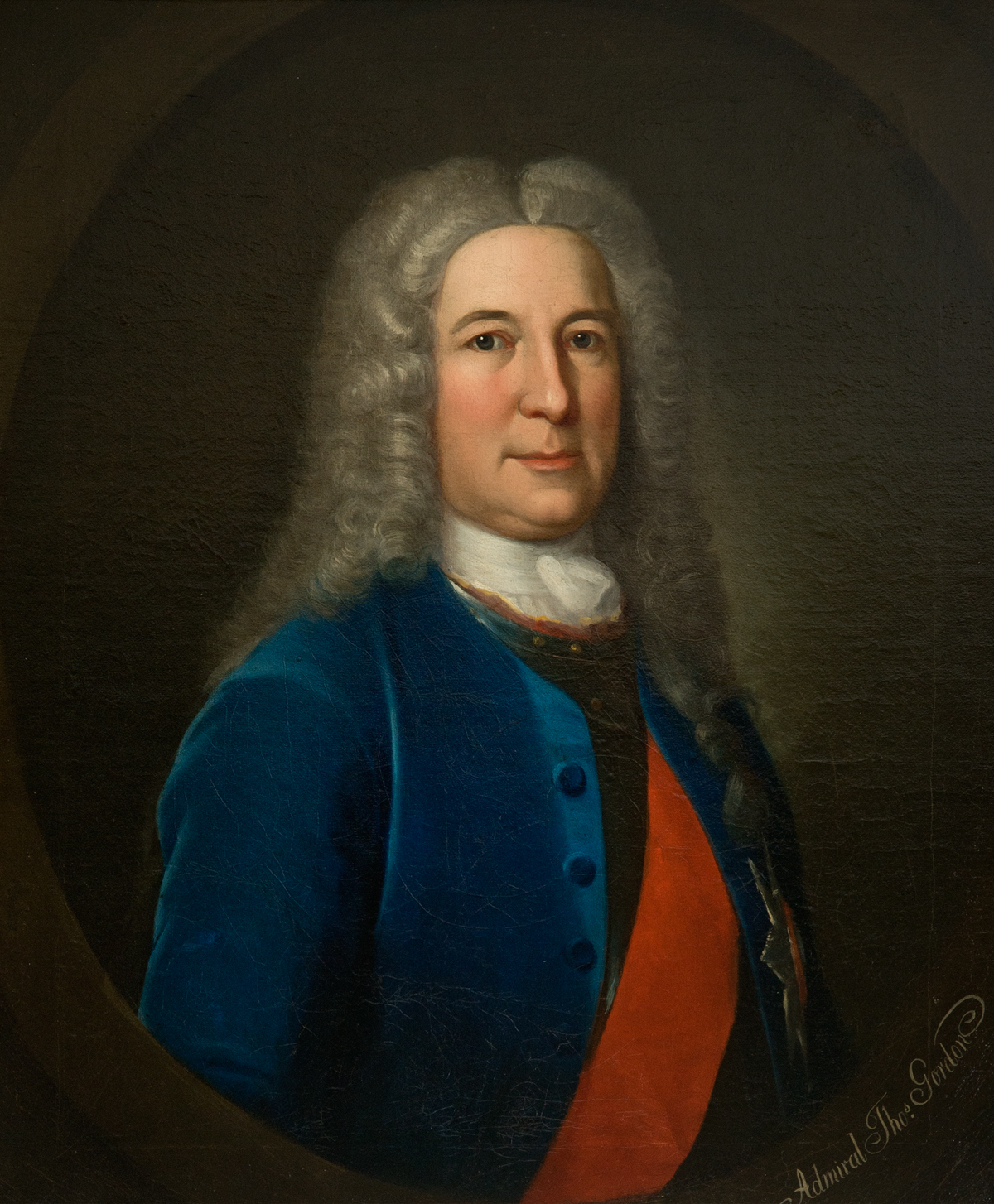
Адмирал Томас Гордон

25 мая (5 июня) 32-пушечный фрегат «Митау» под командой капитана Петра Дефремери был захвачен в плен французами и отведен в качестве приза в Копенгаген. «Митау» вместе с фрегатом «Россия» производил разведку у Гданьска. 24 мая (4 июня) у Хельской косы фрегаты обнаружили 4 корабля, которые шли на румбе WSW к Хелю. Из-за пасмурной погоды на фрегатах не смогли рассмотреть флаги на кораблях. Обнаруженные корабли производили выстрелы, которые русские капитаны посчитали сигналами Гданьску. Опасаясь нападения, фрегаты ушли в открытое море. 25 мая (5 июня) в первом часу ночи между Пилавской бухтой и Хельской косой «Митау» лег в дрейф. На «России» этого не заметили и корабли потеряли друг друга. В 4 часа утра «Митау» вышел из дрейфа и до полудня крейсировал на малых скоростях в районе бухты, надеясь на подход «России». Не дождавшись второго фрегата, Дефремери, после совета со своими офицерами, решил самостоятельно идти к Гданьску. Туда, как ожидал капитан, должен будет подойти и фрегат «Россия», который должен продолжать выполнять задание. В 2 часа дня корабль взял курс к Хельской косе, в целях маскировки подняв шведский флаг. В 6 часов со стеньг на удалении в 2-3 мили были замечены 5 кораблей в районе гданьской бухты под французскими флагами. Обнаружив противника, «Митау», совершив поворот бейдевинд на правый галс, стал уходить в море, подняв все паруса. Французы тоже заметили корабль и начали преследование. С заходом солнца на «Митау» спустили шведский флаг и подняли российский. Из-за поднявшегося волнения легкий «Митау» не смог развить скорость, в 11-м часу ночи французы нагнали русский корабль. Это были линейные корабли «Fleuron» и «La Gloire» и ещё два, названия которых неизвестны. Французы потребовали прислать шлюпку с офицером. Дефремери созвал офицерский совет на котором решили, что раз Франция и Россия официально находятся в состоянии мира, то опасаться особенно нечего, а захват корабля будет сравни пиратству. К французам был послан мичман Войников, но обратно он не вернулся. Вместо мичмана на «Митау» прибыл французский офицер, который потребовал прибытия на французский флагман капитана Дефремери. Дефремери раньше служил вместе с адмиралом Берейлом и понадеялся на мирный исход. Пока французы на своем флагмане допрашивали капитана, с остальных кораблей спустили шлюпки и фрегат «Митау» оказался захвачен. Дефремери объявили, что эскадра поддерживает короля Лещинского и берет в плен и капитана и фрегат. Протесты Дефремери, что для этого «надлежало иметь флаг и вымпел польский или данцигский, а не французский», не были услышаны.
30 мая (10 июня) в Гданьск попытались пройти прам и галиот, но огнём русской батареи с редута Зоммер-Шанц корабли были принуждены встать на якоре в отдалении и вступить в артиллерийскую дуэль. С кораблей было произведено 400 выстрелов без особого эффекта, а от огня русских галиоту и праму были нанесены серьёзные повреждения. К этому времени по приказу Миниха Вислу уже перегородили связанными бревнами, а на фарватере велись работы по затоплению судов. 26 мая русские транспортные суда (флейты) под прикрытием эскадры произвели выгрузку артиллерии у Пиллау. 1 июня к Гданьску прибыл русский флот под командованием адмирала Томаса Гордона, который привёз дополнительный осадный парк. В связи с уходом за несколько дней до этого французского флота из Балтийского моря русская эскадра обнаружила у Гданьска лишь фрегат, посыльное судно (гукор) и прам, которые и были заблокированы. Фрегатом был 30-пушечный Le Brillant, который «шел вблизи берега и стал у речки на мель, бежав от нашего флота». Гордон доставил к армии 40 тяжелых пушек, 14 пяти- и девятипудовых мортир и 20 шестифунтовых мортирок, 20 321 ядро, 1018 картечных зарядов, 4600 бомб и 20 865 гранат. В составе эскадры находились: линейные корабли — 100-пушечный «Пётр I и II» (флаг адмирала Гордона), 66-пушечные «Святой Александр» (флаг вице-адмирала Сенявина), «Шлиссельбург» (флаг контр-адмирала Госслера), «Наталья», «Марльбург», «Леферм», «Нарва», «Слава России», 54-пушечные «Девоншир», «Пётр II», «Выборг», «Рига», «Новая Надежда», «Виктория», 44-пушечные «Арондель» и «Армонт» (переделанный в брандер), фрегат «Россия» под командованием Никласа Штрома (фрегат «Россия» непосредственно блокировал и взял в плен фрегат Le Brillant), фрегаты «Стор-Феникс», «Эсперанс», бомбардирский корабль «Юпитер» и шнява «Фаворитка». Линейные корабли имели осадку в 5 метров, а глубины у берега были в 2-4 метра, что заставило эскадру держаться на расстоянии. 3 (14) июня к эскадре присоединился бомбардирский корабль «Дондер», в этот же день эскадру посетил граф Миних и саксонские генералы.
Ах! Гданск, ах! на что ты дерзаешь?

Воззови ум, с ним соберися:

К напасти себя приближаешь.

Что стал? что медлишь? покорися.

Откуда ты смелость имеешь,

Что пред Анною не бледнеешь?

Народы поддаются целы,

Своевольно, без всякой брани;

Чтоб не давать когда ей дани,

Чтут дважды ту хински пределы.

В милости нет Анне подобной,

Кто милости у неё просит;

К миру нет толико удобной

С тем, кто войны ей не наносит.

(фрагмент)

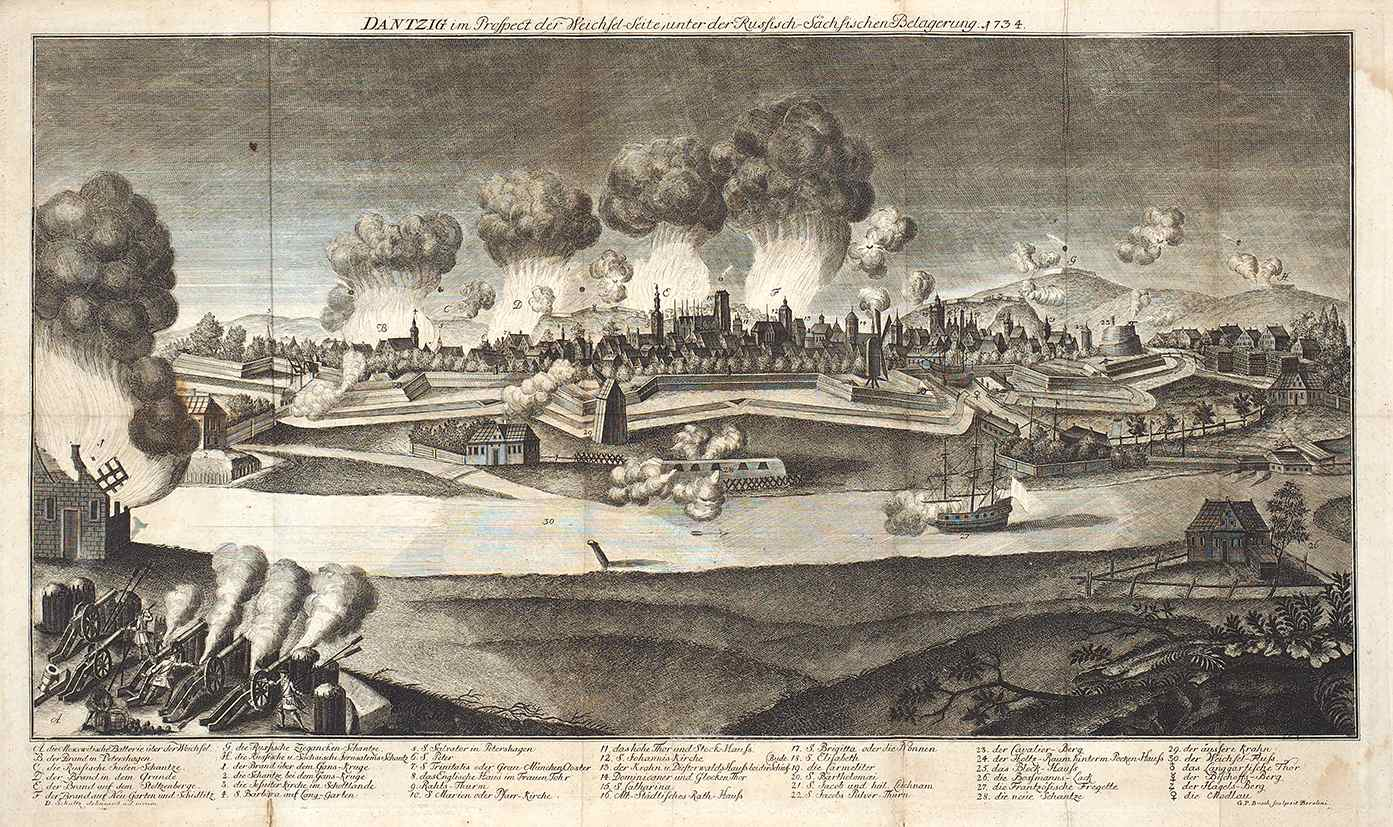
Панорама Гданьска со стороны Вислы во время Русско-саксонской осады. 1734

С конца мая, получив артиллерию, фельдмаршал Миних начал производить интенсивные бомбардировки города. 4 (15) июня к бомбардировке присоединились корабли эскадры. Отряд в составе фрегатов «Эсперанс» и «Стор-Феникс», бомбардирских кораблей «Юпитер» и «Дондер» под командой капитана Ульриха Вильстера выдвинулся «к данцигскому каналу для бросания бомб на имеющиеся подле оного канала французский лагерь и фрегат». Фрегаты и «Юпитер» пришли к данцигскому каналу и встали на отметке 5 саженей, «Дондер» встал западнее «Юпитера», где глубина была на сажень больше. «Юпитер» начал бомбардировку французского лагеря, а «Дондер» лагеря и форта Вейхсельмюнде. Стоявший в канале французский гукор сделал 4 выстрела по «Эсперансу». В 6-м часу утра оба бомбардирских корабля стали на шпринг ближе к берегу на глубине 4,75 сажени. Главными целями для «Юпитера» стали французский фрегат и Вейхсельмюнде. Ближе к 9 часам в Вейхсельмюнде начался сильный пожар и задымление. Возможно, чтобы полюбоваться этим зрелищем, на «Стор-Феникс» прибыло высокое начальство — адмирал Гордон и вице-адмирал Сенявин. В это время французский гукор усилил огонь по «Юпитеру» и начались первые попадания в корабль. В 9 часов вечера «Юпитер» получил приказ прекратить бой и вернуться к эскадре.
Пока «Юпитер» обстреливал крепость, фрегаты сосредоточились на французском лагере. «Эсперанс» с помощью заведенного якоря перетянули на глубину менее 4 саженей. Около 2-х часов дня оба фрегата стали на шпринг. До 4 часов они обстреливали французский лагерь и фрегат: «Эсперанс» сделал 60 выстрелов, а «Стор-Феникс» — 37. В 7-м часу на «Эсперансе» от огня противника перебило фор-рей и повредило снасти, а от собственной стрельбы сломался битенг. За семь часов он сделал 400 выстрелов из орудий двух деков. Днем 8 шлюпок в условиях полного штиля начали буксировку «Дондера» ближе к каналу, в процессе чего корабль попал под огонь батарей и французского фрегата. К пяти часам его вывели в назначенное место, где он лег на якорь и на шпринг, после чего начал бросание бомб в лагерь и на фрегат Le Brillant. Огонь «Дондер» вел до полуночи, сделав за последние 2 часа 50 выстрелов.
5 (16) июня в результате бомбардировки произошли взрывы пороховых складов в Гданьска и Вейхсельмюнде. В пятом часу утра фрегаты и бомбардирские корабли возобновили обстрел лагеря, береговых батарей и французского фрегата. В 6-м часу утра с «Эсперанса» и «Стор-Феникса» спустили шлюпки, которые должны были забросать французский фрегат гранатами. Шлюпкам удалось подойти достаточно близко к кораблю, но из-за огня французов они были вынуждены повернуть назад. В 9-м часу утра бомбардирский корабль «Юпитер» бросил якорь на глубине 4,75 сажени и через два часа начал обстрел построек Вейхсельмюнде из мортиры и гаубицы. За 2 дня «Юпитер» израсходовал 27 5-пудовых бомб из мортиры и 73 3-пудовых из гаубицы. «Дондер» за тот же период — 49 5-пудовых и 103 3-пудовых. 6 (17) июня флот отправился крейсировать у Хельской косы, что давало свободу манёвра на случай появления французской эскадры. До командования доходили слухи о присылке на Балтику 24 кораблей.
9 (20) июня бомбардирские корабли готовились возобновить бомбардировку, но в 6-м часу из Вейхсельмюнде прибыл барабанщик, который просил огонь не открывать, так как гарнизон начал переговоры. 10 (21) июня эскадра Гордона вернулась к гданьскому рейду. Опасаясь, что из крепости могут уйти мелкие суда противника, Гордон выслал шняву «Фаворитка» и пакетбот «Курьер» с солдатами с поручением «никаких судов, как из Вислы, так и из канала не пропускать».
Вечером 11 (22) июня сложили оружие французы. 12 (23) июня комендант Вейхсельмюнде прислал офицеров для переговоров о капитуляции и 13 июня гарнизон поднял белый флаг. Граф Миних лично прибыл во французский лагерь и принял знамёна капитулировавшего корпуса, гарнизон Вейхсельмюнде присягнул Августу III. В крепости и на судах было взято 168 орудий и значительное количество боевых запасов. В ночь на 17 июня, переодевшись крестьянином, из города бежал Станислав Лещинский.

## Капитуляция Гданьска
26 июня (7 июля) 1734 года была подписана безоговорочная капитуляция Гданьска, через два дня гарнизон открыл ворота. Горожане выдали Миниху французских агентов, примаса Теодора Потоцкого и графа Станислава Понятовского. На город была наложена контрибуция в 2 миллиона талеров. Победителям достались 1 французский фрегат, два прама с 52 пушками, 114 крепостных орудий, 7269 ядер, 1303 картечных заряда и 1130 пудов пороха. В плен сдались французский министр маркиз де Монти, подскарбий великий коронный граф Франтишек Оссолинский, печатник Сераковский, сеймовый маршалок Рачевский и комендант генерал-майор Штайнфлихт, 1197 наемников, 2147 французских солдат и офицеров и пять коронных полков — драгунский Станислава, пехотные Старой Гвардии, Принца, Флиманла, Гвардии Примасовой.
Осада и покорение одной из лучших крепостей Европы стоили русским войскам 801 убитого, 1753 раненых и 12 пропавших без вести. 10 (21) июля Гданьск посетил король Август III, который в сопровождении графа Миниха поднялся на борт бомбардирского корабля «Дондер».
Главная задача польского похода была выполнена — Лещинский изгнан из Речи Посполитой. Новой целью стала ликвидация отрядов «станиславовых агентов» в Литве и юго-восточных воеводствах и примирение враждующих партий на основе признания Августа III.
Французский корпус капитулировал на условии высадки пленных в одном из нейтральных портов, но вместо этого французов доставили в Кронштадт. Предстоял размен пленными. Кроме того, русское правительство хотело постараться найти среди пленных «мастеровых людей» и уговорить их остаться в России. Солдат разместили в селе Копорье в специально оборудованном лагере, а одиннадцать французских офицеров с бригадиром Ламоттом на императорской яхте были доставлены в Санкт-Петербург. В честь сдачи Гданьска императрица Анна дала бал, куда были приглашены и французские офицеры. Леди Рондо, супруга английского посла в Петербурге, которой поручили опекать бригадира Ламотта, вспоминала, что «он очень удивлялся великолепию и учтивости русского двора… В самом деле, с ними обращаются очень вежливо; придворные кареты отданы в их распоряжение, и им показывают все, что обыкновенно показывается иностранцам». В декабре 1734 года французы были отпущены на родину. Остался только маркиз де Монти, которого императрица считала лично виновным в военном столкновении России с Францией. Маркиз был отпущен только после просьбы императора Карла VI в конце 1735 года.